# 43
| 43                 |
| ------------------ |
| Dødsfald - Fødsler |
| • Begivenheder     |

| Gregoriansk kalender | 43 XLIII                |
| Ab urbe condita      | 796                     |
| Armensk kalender     | I/T                     |
| Kinesiske kalender   | 2739 – 2740 壬寅 – 癸卯 |
| Etiopisk kalender    | 35 – 36                 |
| Jødisk kalender      | 3803 – 3804             |
| Hindukalendere       |                         |
| - Vikram Samvat      | 98 – 99                 |
| - Shaka Samvat       | N/A                     |
| - Kali Yuga          | 3144 – 3145             |
| Iransk kalender      | 579 BP – 578 BP         |
| Islamisk kalender    | 597 BH – 596 BH         |

Se også 43 (tal)

## Begivenheder
4 romerske legioner går i land i det sydlige England og erobrer et større område, som udnævnes til romersk provins.